# Amaroria soulameoides
Amaroria soulameoides är en bittervedsväxtart som beskrevs av Asa Gray. Amaroria soulameoides ingår i släktet Amaroria och familjen bittervedsväxter. Inga underarter finns listade i Catalogue of Life.